# خورشیدگرفتگی ۳۰ آوریل ۲۰۴۱
خورشیدگرفتگی ۳۰ آوریل ۲۰۴۱' (به انگلیسی: Solar eclipse of April 30, 2041) یک خورشیدگرفتگی از نوع خورشیدگرفتگی کامل است. این خورشیدگرفتگی در تاریخ ۳۰ آوریل ۲۰۴۱ میلادی (‎۱۱ اردیبهشت ۱۴۲۰ خورشیدی) روی خواهد داد که زمان اوج آن، ساعت ۱۱:۵۲:۲۱ به‌وقت ساعت هماهنگ جهانی است. مدت زمان و طول این خورشیدگرفتگی ۱ دقیقه و ۵۱ ثانیه خواهد بود.